# ファトフ軍
ファトフ軍（アラビア語: جيش الفتح、英語: Army of Conquest、Jaish al-Fatah、JaF）は、シリアの内戦における反体制派組織の連合体。日本の公安調査庁では、ジャイシュ・アル・ファテフと表記している。

## 概要
北西部・イドリブ県イドリブの制圧を目的として、2015年3月に結成されたスンニ派イスラム主義武装組織の連合体。シリア北部で中心的に活動している。大統領バッシャール・アル＝アサド（B.アサド）率いる政府軍やISILに対抗するため、他のイスラム主義組織などと一部で連携している。
参加組織のうち、アル＝ヌスラ戦線とシャーム自由人イスラム運動が主導的な役割を果たしていた。それまでの反体制派組織以上に、高度に組織化され、また重武装している。イドリブをはじめとするイドリブ県の大半を支配下に収めている。2015年5月、新たな組織の加入とファトフ軍の再編が発表された。2016年12月、アサド政権の一時停戦を巡り、シャーム自由人イスラム運動などのファトフ軍主流派とシリア征服戦線（旧ヌスラ戦線）を中心とする「シリア解放」に分裂した。
兵力は2015年3月時点で数千人、同年12月時点で1.2万などと報道された（日本の公安調査庁は約1万2,000人から1万5,000人ほどと推定している）。
2015年4月頃にファトフ軍をモデルに結成された闘いの勝利連合も、ファトフ軍指導者のアブドッラー・ムハイシニー関与のもとでヌスラ戦線やシャーム自由人イスラム運動が参加している。

## 歴史

### 結成
チュニジアで発生したアラブの春は、2011年になるとシリアにも波及する。当初はデモが中心であったが、同年10月に政府軍から離反した軍人たちが「自由シリア軍」なる反体制組織を各地で結成すると暴力の応酬によって双方の死傷者は増え、事実上の内戦状態に陥った。しかし自由シリア軍は当初から司令部が乱立して統制を失い、2012年夏過ぎには士気・規律の低下により人心の離反を招いた。そのため比較的士気が高いイスラム過激派が反体制派の主導権を奪い、勢力を拡大していった。
2015年3月に複数のイスラム過激派組織が、政府軍が押さえるイドリブ県庁所在地のイドリブ制圧を目的にファトフ軍を結成した。結成にはサウジアラビア出身のアブドッラー・ムハイシニーが重要な役割を果たした。加盟組織は次の通り。
- ヌスラ戦線 - アルカイダ系。
- シャーム自由人イスラム運動[11] - アルカイダ系。
- ジュンド・アクサー機構[12] - アルカイダ系。2015年10月脱退[4]
- シャーム軍団 - ムスリム同胞団系。2016年1月脱退[4]
- ハック旅団
- スンナ軍
- アジュナード・シャーム・イスラム連合
- シャームの鷹旅団[13] - 2015年2月にシャーム自由人イスラム運動と統合

### イドリブ攻略
ファトフ軍はこれまでの反体制派と異なり、高度に組織化され重武装化していた。彼らは結成間もない2015年3月下旬にイドリブへの攻撃を開始した。約2,000人の戦闘員が四方から、40輌におよぶ兵員輸送車に乗って攻撃を行った。シリア政府軍が過去4日間で150回にわたって空爆を行ったが、ファトフ軍は政府軍拠点を制圧した上でイドリブ市に進入するなど、組織的な戦闘を展開した。政府軍・親政権民兵との5日におよぶ激しい戦闘の末、28日にイドリブ市をほぼ完全に制圧した。
反体制派は、イドリブ進入の時には市民から歓迎されたと主張した。同市には、住民や、シリア政府支配を離れたイドリブ市郊外からの避難民数十万人が3年にわたって身を寄せていた。反体制活動家は、イドリブ中央刑務所の遺体とされる画像を公開し、この遺体が政府軍によって処刑されたものだと主張した。反体制武装集団は、B.アサド大統領の写真を破り、その父ハーフィズ・アル＝アサドの像を破壊した。
ファトフ軍に制圧されたイドリブは政府支配を離れた2番目の県庁所在地となった（最初はラッカ）。これにより、反体制勢力は、政権の牙城ラタキアに迫り、アレッポと沿岸部の兵站線を妨害できるようになった。イドリブ県において政府軍支配地は、県庁機能を移転させたジスル・シュグールとその周辺の都市・軍事基地・拠点などを残すのみとなった。

### ロシア軍の空爆
ロシア連邦航空宇宙軍によるシリア空爆が始まると、主な標的となったファトフ軍の支配地における求心力が衰えた。アメリカはロシアと「敵対行為停止合意」（2016年2月27日発行）を締結し、ロシア軍はISILとヌスラ戦線（ファトフ軍に加盟）の支配地域のみを空爆してよいことになっていた。この結果、ロシア空軍の空爆にさらされることとなったイドリブ県・アレッポ県などの反体制派支配地域各所で、アサド政権の打倒を求める穏健な反体制派主導のデモが行われた。しかし、ファトフ軍の「執行部隊」（治安警察）はデモを鎮圧し、活動家数名を逮捕した。これに対して活動家は、逮捕者の釈放やデモ参加者への謝罪などを要求した。ファトフ軍の指導者ムハイシニーも、「人々が独裁者に立ち向かうことを阻止するべきでない」と述べて「執行部隊」の対応を叱責した。また、一部の町では空爆回避のためにヌスラ戦線の司令官（アミール）に同地からの撤退を求めて、これを認めさせた。

### 組織再編
2016年5月、シャーム自由人イスラム運動はTwitterでファトフ軍の「復活」を発表し、イドリブ県やアレッポ県北部で活動するアルカイダ系を含むジハーディスト7組織によって再編されたことを明らかにした。復活したファトフ軍の傘下組織は以下の通り。
- シャーム自由人イスラム運動
- ヌスラ戦線
- トルコマン・イスラーム党
- シャーム軍団
- スンナ軍
- ハック旅団
- アジュナード・シャーム・イスラーム連合

なお、ISILとの関係が疑われているジュンド・アクサー機構は脱退していた。

### 分裂
2016年12月、ロシア・トルコは反体制派とアサド政権の一時停戦を主導した。一方で、シリア征服戦線（旧ヌスラ戦線）はテロ組織として停戦から排除された。そのため、一時停戦に応じたファトフ軍の一部（主流派）を批判し、カザフスタンで政府と反体制派との和平協議が開かれた1月23日以降、征服戦線はファトフ軍主流派への攻撃を始めた。主流派の中心組織であるシャーム自由人イスラム運動は、「連携する勢力への攻撃には報復する」と宣言して、イドリブ県各地で征服戦線との衝突を繰り広げた。
1月28日、シャーム自由人イスラム運動の方針に批判的なファトフ軍非主流派系の5武装勢力は、新たな連合組織「シリア解放」を設立し、ファトフ軍は完全に分裂した。これら一連の内紛は、イドリブ県における反体制派の弱体化を一層加速させることとなった

## 統治機構
アルカイダのイデオローグでサウジアラビア出身のアブドッラー・ムハイシニーは、ファトフ軍の創立に関わり、2015年3月時点でも指導的地位にあるとされる。ムハイシニーはイドリブ制圧後、「イドリブ首長国」の成立を宣言し、穏健な反体制派を市内から排除した。ムハイシニーはイドリブに「シャリーア学院」、「教宣センター」、「訓練基地」、「シャリーア法廷」などを設置し、市民への洗脳・圧迫を行っているとされる。また、その統治のあり様はISILの統治と変わりなく、「ラッカはイラク人であるバグダディー、イドリブはサウジ人であるムハイシニーが指揮しているという点以外まったく違いはない」とする見方もある。
ファトフ軍はイドリブ県に主要なもので3つの刑務所（ハーリム、ザンバキー、「中央」）を運営している。これらは住民を追い出した村落を刑務所にしたもので、刑務所に必要な設備は完備されていない。シャリーアによって裁判を受けることになっているが、ヌスラ戦線やシャーム自由人イスラム運動の戦闘員を仲介者にすれば、釈放されることが多い。囚人は劣悪な環境に置かれており、「アサド政権に比べて改善していないどころか悪化している」と評される。